# Winter-Paralympics 2010/Teilnehmer (Island)
| stlisierte Goldmedaille | stlisierte Silbermedaille | stlisierte Bronzemedaille |
| ----------------------- | ------------------------- | ------------------------- |
| —                       | —                         | —                         |

Island schickte bei den Winter-Paralympics 2010 in Vancouver eine Athletin an den Start. Es handelt sich um die zweite Teilnahme des Landes bei den Winter-Paralympics. Zuletzt hatte Island vor 16 Jahren an den Winter-Paralympics 1994 in Lillehammer teilgenommen.
Fahnenträgerin bei der Eröffnungsfeier war die Alpinskifahrerin Erna Friðriksdóttir.

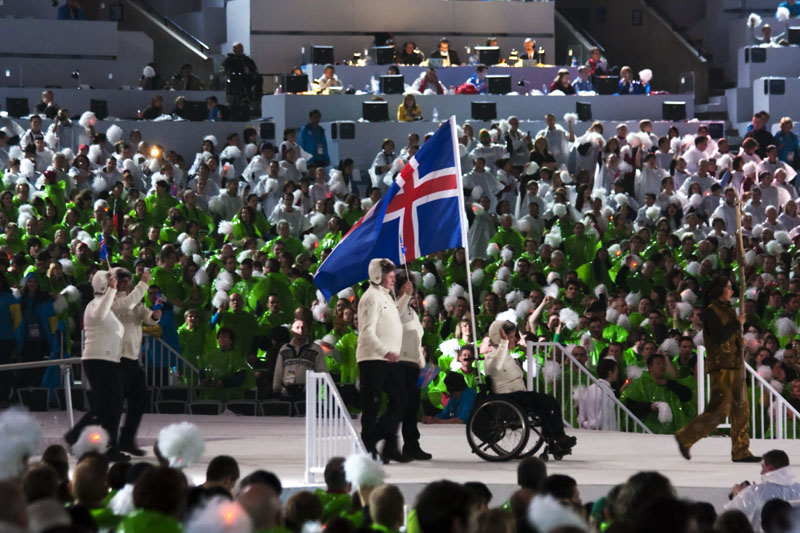
Erna Friðriksdóttir bei der Eröffnungsfeier.

## Teilnehmer nach Sportarten

### Ski Alpin
Damen:
- Erna Friðriksdóttir
Slalom, sitzend: DSQ
Riesenslalom, sitzend: DNF